# Ermita de San Antonio (Ceuta)
La ermita de San Antonio Tojal es un edificio religioso consagrado a San Antonio de Padua. Se encuentra ubicado en el monte Hacho, en la Ciudad Autónoma de Ceuta (España). Es el edificio de culto cristiano, con culto ininterrumpido, más antiguo de la ciudad. Fue construida por los portugueses cuando conquistaron la ciudad. Se desconoce la fecha exacta de su construcción aunque hay noticias de retiros a la ermita y de la figurada venerada desde el siglo XVI. Los orígenes de la cofradía se remontan al año 1645. La ermita ha dado nombre al barrio colindante así como a uno de los miradores más atractivos de Ceuta.
La ermita consta de una sola nave. El en siglo XVII se le añadió la espadaña con una cruz. Los últimos trabajos de renovación se efectuaron en la década de 1960.
La imagen que alberga, la de san Antonio, es una de las herencias portuguesas de Ceuta. La figura goza de popularidad en la ciudad, el día del santo, el 13 de Junio, es festivo en la ciudad, celebrándose una romería hasta la citada ermita.